# マリチカ・プイカ
マリチカ・プイカ (Maricica Puică、1950年7月29日-)は、ルーマニアの陸上競技選手である。ゾーラ・バッド（7位入賞）とメアリー・デッカー（途中棄権）の闘いでも有名になった1984年・ロサンゼルスオリンピック女子3000mでは、当時34歳のベテランながら同種目で優勝、五輪初の金メダルを獲得した。又同オリンピックの女子1500mでも3位入賞・銅メダルを獲得している。
プイカは、1978年に2000mで5分33秒5の世界新記録を出している。また、1982年には1マイルで4分17秒44の世界新記録を、さらに1986年に再度2000mで5分28秒69の世界新記録を樹立した。

## 主な実績
| 年   | 大会                 | 場所                                 | 種目  | 結果 | 記録    |
| ---- | -------------------- | ------------------------------------ | ----- | ---- | ------- |
| 1978 | ヨーロッパ陸上選手権 | プラハ（チェコスロバキア）           | 3000m | 4位  | 8:40.9  |
| 1980 | オリンピック         | モスクワ（ソビエト連邦）             | 1500m | 7位  |         |
| 1982 | ヨーロッパ陸上選手権 | ギリシャ（アテネ）                   | 1500m | 4位  | 3:59.31 |
| 1982 | ヨーロッパ陸上選手権 | ギリシャ（アテネ）                   | 3000m | 銀   | 8:33.33 |
| 1984 | オリンピック         | ロサンゼルス（アメリカ合衆国）       | 1500m | 銅   | 4:04.15 |
| 1984 | オリンピック         | ロサンゼルス（アメリカ合衆国）       | 3000m | 金   | 8:35.96 |
| 1986 | ヨーロッパ陸上選手権 | シュトゥットガルト（西ドイツ）       | 1500m | 5位  | 4:03.90 |
| 1986 | ヨーロッパ陸上選手権 | シュトゥットガルト（西ドイツ）       | 3000m | 銀   | 8:35.92 |
| 1987 | 世界室内陸上選手権   | インディアナポリス（アメリカ合衆国） | 3000m | 銅   | 8:47.92 |
| 1987 | 世界陸上選手権       | ローマ（イタリア）                   | 3000m | 銀   | 8:39.45 |